# L'Île des angoisses
Pour plus de détails, voir Fiche technique et Distribution.
L'Île des angoisses (titre original : Gateway) est un film américain en noir et blanc réalisé par Alfred L. Werker, sorti en 1938.

## Synopsis
Le correspondant de guerre Dick Court rentre aux États-Unis par bateau. À bord, en deuxième classe, il rencontre une charmante jeune Irlandaise, Catherine O'Shea. Il est immédiatement séduit, mais Catherine est fiancée à un Américain qui doit venir l’accueillir à l'accostage du navire sur l'île d'Ellis Island, où débarquent les immigrants souhaitant entrer aux États-Unis. Cependant, une chance inattendue s'offre à Dick : l'entrée sur le sol américain de Catherine est retardée en raison de l'enquête sur un incident gênant ayant eu lieu à bord du navire, quand Catherine avait dû repousser un maire lubrique. Le fiancé de Catherine hésite à présent à l'épouser car la réputation de sa fiancée risque d'être entachée par cet incident « scandaleux ».

## Fiche technique
- Titre français : L'Île des angoisses
- Titre original : Gateway
- Réalisation : Alfred L. Werker
- Scénario : Lamar Trotti, sur une histoire de Walter Reisch
- Photographie : Edward Cronjager
- Montage :	James B. Morley
- Musique : Charles Maxwell et Cyril J. Mockridge (non crédités)
- Producteur : Darryl F. Zanuck
- Société de production : 20th Century Fox
- Société de distribution : 20th Century Fox
- Pays de production :  États-Unis
- Langue originale : anglais américain
- Format : noir et blanc — 35 mm — 1.37:1 — son : mono (Western Electric Mirrophonic Recording)
- Genre : drame psychologique, drame romantique
- Durée : 75 min
- Dates de sortie :
  - États-Unis : 5 août 1938
  - France : 2 novembre 1938

## Distribution
- Don Ameche : Dick Court
- Arleen Whelan : Catherine O'Shea
- Gregory Ratoff : le prince Michael Boris Alexis
- Binnie Barnes : Mrs. Fay Sims
- Gilbert Roland : Tony Cadona
- Raymond Walburn : Mr. Benjamin McNutt
- John Carradine : le leader des réfugiés
- Maurice Moscovitch : papi Hlawek
- Harry Carey : Nelson, le commissaire américain à l'immigration
- Lyle Talbot : Henry Porter
- Marjorie Gateson : Mrs. Arabella McNutt
- Fritz Leiber : Dr. Weilander
- Warren Hymer : Guard-Waiter
- Eddie Conrad as Davonsky
- E. E. Clive : Room Steward
- Russell Hicks : Ernest Porter
- C. Montague Shaw : Capitaine
- Charles Coleman : Ship's Purser
- Gerald Oliver Smith : un Anglais
- Albert Conti : un comte
- Joseph Crehan : un inspecteur américain à l'immigration
- Addison Richards : un inspecteur américain à l'immigration
- Davison Clark : un inspecteur